# ريكاردو لوز
ريكاردو لوز هو لاعب كرة قدم برازيلي في مركز الدفاع، ولد في 1995 في نوفا ليما في البرازيل. لعب مع فيلا نوفا أتليتيكو ‏.

## وصلات خارجية
- ريكاردو لوز على موقع قاعدة بيانات كرة القدم.إي يو (الإنجليزية)
- ريكاردو لوز على موقع Soccerway.com (الإنجليزية)